# Anne-Marie Coriolan
Anne-Marie Coriolan, née en 1956 et morte le 12 janvier 2010, est une militante féministe haïtienne.

## Biographie
Après des études supérieures en sciences économiques, en sociologie et en linguistique à l'Université d'État d'Haïti, Anne-Marie Coriolan s'engage dans des actions d'aide communautaires dans les années 1970, alors que Haïti vit sous une dictature. Le pays compte alors environ 80 % d'analphabètes. Elle œuvre pour l’alphabétisation de la population ouvrière dans le cadre des Jeunes Ouvriye Katolik (JOK) dans des quartiers défavorisés et des bidonvilles de Port-au-Prince, notamment à Martissant, à Cité Simone (Cité Soleil, aujourd’hui) et à Saint-Joseph. Elle agit aussi en faveur des « paysans et paysannes »  précaires avec le mouvement Tèt kole Peyizan dont elle fut la principale initiatrice.
Pour prolonger ses combats à plus grande échelle, elle cofonde le Centre Action et Développement (CAD), un organisme d'éducation et de formation. Cet outil de conscientisation et d’alphabétisation devient ensuite le Centre de recherche et d’action pour le développement (CRAD). Anne-Marie Coriolan crée ensuite au sein du CRAD une entité dénommée « Aksyon Pou Fanmak Timoun ka jwennidantiteyo ». Le but est de permettre à 6 300 femmes et enfants dans la commune de Marchand Dessalines d’avoir un acte de naissance. Environ 2 000 personnes peuvent l’obtenir grâce à ce projet.
En 1986, elle fonde une ONG spécialisée dans la lutte contre le sexisme et la promotion des droits des femmes nommée Solidarité Fanm Ayisyen (SOFA), ce qui signifie en français : solidarité des femmes haïtiennes. Dès 1987, la SOFA lutte contre les violences faites aux femmes. Elle a aussi beaucoup collaboré avec des associations féministes internationales pour renforcer le réseau de soutien aux femmes victimes de violences.  
Elle contribue à la création du ministère haïtien à la condition féminine et aux droits des femmes en 1994, sous la présidence de Jean-Bertrand Aristide. Lise-Marie Déjean, une autre cofondatrice de SOFA, est nommée à la tête de ce ministère. Anne-Marie Coriolan l'accompagne en tant que chef de cabinet adjointe puis conseillère principale de la ministre.  
Coriolan œuvre également à protéger les travailleuses domestiques et lutte pour l'égalité des femmes dans les mariages. Son action contribue à modifier la loi à Haïti afin que le viol devienne un délit punissable au lieu d'être considéré comme un « crime passionnel » et elle joue un rôle crucial dans la rédaction de plusieurs lois visant à protéger le droit des femmes.  
Anne-Marie Coriolan meurt à l'âge de 53 ans lors du tremblement de terre de 2010 en Haïti, dans l'effondrement de la maison de son compagnon. Sa mort est considérée comme une grande perte pour le mouvement féministe haïtien. 